# Израел на Европском првенству у атлетици у дворани 2021.
Израел је учествовао на 36. Европском првенству у дворани 2021 који се одржао у Торуњу, Пољска, од 4. до 7. марта. Ово је било четрнаесто европско првенство у дворани од 1992. године од када је Израел први пут учествовао. Репрезентацију Израела представљале су 2 такмичарке које су се такмичиле у 2 дисциплине.
На овом првенству такмичари Израела нису освојили ниједну медаљу. У табели успешности према броју и пласману такмичара који су учествовали у финалним такмичењима (првих 8 такмичара) Израел је са 1 учесником у финалу заузео 32. место са 3 бодова.
| Плас. | Земља  | 1. место | 2. место | 3. место | 4. место | 5. место | 6. место | 7. место | 8. место | Бр. фин.-Бод. |
| ----- | ------ | -------- | -------- | -------- | -------- | -------- | -------- | -------- | -------- | ------------- |
| 32.   | Израел | –        | –        | –        | –        | –        | 1–3      | –        | –        | 1–3           |

## Учесници
Жене:
- Селамавит Дагначев — 3.000 м
- Хана Миненко — Троскок

## Резултати

### Жене
| Атлетичарка        | Дисциплина | Лични рекорд | Квалификације | Квалификације | Полуфинале            | Полуфинале | Финале   | Финале      | Детаљи |
| Атлетичарка        | Дисциплина | Лични рекорд | Резултат      | Место         | Резултат              | Место      | Резултат | Место       | Детаљи |
| ------------------ | ---------- | ------------ | ------------- | ------------- | --------------------- | ---------- | -------- | ----------- | ------ |
| Селамавит Дагначев | 3.000 м    | 8:48,85 НР   | 8:57,26 кв    | 5. у гр. 1    |                       |            | 8:49,13  | 6 / 22 (25) |        |
| Хана Миненко       | Tроскок    | 14,49 НР     | 13,73         | 10.           | Ниje се квалификовалa | 10 / 16    |          |             |        |